# Frébuans
Frébuans é uma comuna francesa na região administrativa de Borgonha-Franco-Condado, no departamento de Jura. Estende-se por uma área de 2,65 km². Em 2010 a comuna tinha 383 habitantes (densidade: 144,5 hab./km²).